# Carlo Tenivelli
Carlo Tenivelli (Torino, 28 settembre 1754 – Moncalieri, 12 agosto 1797) è stato uno storico e poeta italiano.

## Biografia
Tenivelli fu uno dei più importanti esponenti della cultura piemontese sotto il regno di Vittorio Amedeo III di Savoia. Professore all'Università di Torino, titolare della cattedra di "umanità e retorica", il Tenivelli fu poeta fecondo: presso la Biblioteca Reale di Torino sono conservati numerosi suoi sonetti e altre poesie d'occasione. Ma è soprattutto come storico che Carlo Tenivelli viene ricordato, essendo autore delle voluminose Biografie Piemontesi, in cinque libri.
Stimato dalla popolazione di Moncalieri, dove risiedeva (ma la sua famiglia era di San Giorgio Canavese), Tenivelli fu suo malgrado protagonista dei moti per il grano che sconvolsero il Piemonte nel luglio del 1797: il popolo lo mise alla testa della rivolta che scoppiò a Moncalieri il 25 luglio. Quando i soldati del generale Colli-Ricci entrarono in città per ripristinare l'ordine, Tenivelli trovò rifugio a Torino. Nella capitale, però, venne tradito da un amico e consegnato ai soldati.
Fu fucilato in piazza a Moncalieri, insieme ai capi degli insorti. In una straziante lettera indirizzata alla sorella Angiolina, Tenivelli le raccomandò tutti i suoi libri, e specialmente la storia di Moncalieri, che egli stava redigendo e che era ancora incompiuta.
La città di Torino gli ha dedicato una via nel quartiere San Donato.

## Opere
- Per le nozze degli illustrissimi signori Giuseppe Vernazza patrizio d'Alba e Giacinta Virginia Fauzone ... poesie piacevoli di Carlo Tenivelli..., Vercelli, dalla Tipografia Patria, 1779.
- Sopra il Monferrato capitolo di Carlo Tenivelli torinese..., Vercelli, dalla Tipografia patria, 1780.
- Biografia piemontese, 5 voll., Torino, presso Giammichele Briolo stampatore e libraio della Regia Accademia delle Scienze, 1784-1792.
- Vita del conte Cristoforo Duc illustre cortigiano di Carlo III e Emanuele Filiberto duchi di Savoia e principi di Piemonte, Torino, presso Giammichele Briolo stamp. e libr. della Regia Accademia delle Scienze, 1785.
- Applausi epitalamici nelle faustissime nozze del signor marchese d. Pio Alessandro Cavoretto di Villafranca ec. colla damigella Cristina Salmatoris, Torino, dalla Reale stamperia, 1786.
- Vita del celebre generale d'armata Francesco Bussone-Visconti detto il Carmagnola composta da Carlo Tenivelli patrizio della città di Moncalieri e professore di Rettorica, Torino, nella Stamperia d'Ignazio Soffietti, dopo il 1787.
- Vita di monsignor Amedeo Berruti vescovo d'Aosta e governatore della città di Roma, Torino, presso Giammichele Briolo stamp. e libr. delle Regie Accademia delle Scienze e Società Agraria, 1789.
- Serie degli abati regolari e secolari dell'inclita abbazia di san Benigno di Fruttuaria in Canavese tratta dal Chiesa e da altri autori..., Torino, presso G. M. Briolo, 1791.
- Vita del venerabile padre don Alessandro de' marchesi di Ceva fondatore del sacro eremo di Torino, Torino : presso G.M. Briolo st. e lib. delle Regie Accademia delle Scienze e Società Agraria, 1792.